# 浜松合同庁舎
浜松合同庁舎(はままつごうどうちょうしゃ）は、静岡県浜松市中央区中央一丁目12番4号にある、国の機関が入居する庁舎である。

## 概要
庁舎は、地上12階、地下2階建。2008年（平成20年）11月に完成し、12月から使用されている。分散していた国の機関を集約した。

## 入居官庁
- 1階
  - 名古屋出入国在留管理局 浜松出張所
  - 庁舎管理室
- 2階
  - 浜松西税務署（受付、管理運営部門、徴収部門、個人課税部門）
- 3階
  - 浜松西税務署（総務課、資産課税部門、特別国税調査官）
- 4階
  - 浜松西税務署（法人課税部門、特別国税調査官(法人調査(法人税等)担当)、酒類指導官）
- 5階
  - 静岡地方法務局 浜松支局（登記部門、認証係、登記事項証明書交付、印鑑証明書(会社、法人)交付、地図の写し等交付、不動産表示係）
- 6階
  - 静岡地方法務局 浜松支局（受付、登記申請、登記相談、不動産権利係、商業法人係）
- 7階
  - 静岡地方法務局 浜松支局（総務課(戸籍・国籍・供託・訴訟・人権)、会議室）
- 8階
  - 浜松労働基準監督署
  - 自衛隊静岡地方協力本部 浜松出張所
  - 南関東防衛局 浜松防衛事務所
- 9階
  - 静岡保護観察所 浜松駐在官事務所
  - 静岡地方検察庁 浜松支部
  - 浜松区検察庁
- 10階
  - 静岡地方検察庁 浜松支部
  - 浜松区検察庁
- 11階
  - 静岡地方検察庁 浜松支部
  - 浜松区検察庁

## 周辺
- 静岡地方裁判所浜松支部・静岡家庭裁判所浜松支部・浜松簡易裁判所
- 静岡県浜松総合庁舎
- ヤマダデンキテックランド浜松中央店
- 静岡文化芸術大学